# ムアンチャチューンサオ郡
座標: 北緯13度41分19秒 東経101度4分15秒 / 北緯13.68861度 東経101.07083度
ムアンチャチューンサオ郡（ムアンチャチューンサオぐん、タイ語:อำเภอเมืองฉะเชิงเทรา）はタイ王国の中部・チャチューンサオ県にある郡（アムプー）である。同県の県庁所在地でもある。

## 名称
チャチューンサオとはクメール語のサティンチュラオ (ស្ទឹងជ្រៅ) がなまった語で、「深い水」を意味する。郡は俗称をペートリウ (แปดริ้ว) いい、この名前から中国語の漢字表記「北柳」が来ている。

## 歴史
ボーロマトライローカナート王の時代から存在し、畿内の第四級国としてその名が『三印法典』に記されている。また、チャチューンサオはルワンポー・ソートーンという仏像がある宗教地であった。アユタヤ王朝時代はカラーホームの管轄下にあったが、その後チャクリー王朝以降、マハートタイの管轄下におかれた。
チャチューンサオが郡となったのは1896年のことである。

## 地理
バーンパコン川の形成した平地にあり、郡内の主な水源も同河川である。
交通は、郡内をタイ国鉄東本線が通っており、チャチューンサオ駅で本線からサッタヒープ支線が分岐している。また、東線のバンコク寄りに位置するプレン駅にはセメントの物流施設が設けられている。道路については、国道340号線が北西から東に延びており、北西にバンコク方面、東にサナームチャイケート方面に延びている。南東に315号線が延びており、パナットニコム方面と、南西に314号線が延びておりバーンパコン方面と、北に国道3200号線が延びておりバーンナムプリアオ方面とつながっている。

## 経済
郡内の主な産物は香り米と呼ばれるコメ、マンゴー、ココヤシ、エビなどである。

## 行政区分
郡は19の町（タムボン）に分かれ、さらにその下位に187の村（ムーバーン）がある。自治体（テーサバーン）があり、その構成は以下のようになっている。
- テーサバーンムアン・チャチューンサオ・・・タムボン・ナームアン全体とタムボン・バーンマイ、バーンティーンペット、ワンタキエン、ソートーンの一部。
- テーサバーンタムボン・クローンナコーンヌアンケート・・・タムボン・クローンナコーンヌアンケートの一部

また郡内には18のタムボン行政体（オンカーンボーリハーンスワンタムボン）がある。
1. タムボン・ナームアン・・・ตำบลหน้าเมือง
2. タムボン・ターカイ・・・ตำบลท่าไข่
3. タムボン・バーンマイ・・・ตำบลบ้านใหม่
4. タムボン・クローンナー・・・ตำบลคลองนา
5. タムボン・ティーンペット・・・ตำบลบางตีนเป็ด
6. タムボン・バーンパイ・・・ตำบลบางไผ่
7. タムボン・クローンチュッククラチュー・・・ตำบลคลองจุกกระเฌอ
8. タムボン・バーンケーオ・・・ตำบลบางแก้ว
9. タムボン・バーンクワン・・・ตำบลบางขวัญ
10. タムボン・クローンナコーンヌアンケート・・・ตำบลคลองนครเนื่องเขต
11. タムボン・ワンタキエン・・・ตำบลวังตะเคียน
12. タムボン・ソートーン・・・ตำบลโสธร
13. タムボン・バーンプラ・・・ตำบลบางพระ
14. タムボン・バーンカハイ・・・ตำบลบางกะไห
15. タムボン・ナームデーン・・・ตำบลหนามแดง
16. タムボン・クローンプレーン・・・ตำบลคลองเปรง
17. タムボン・クローンウドムチョンラチョーン・・・ตำบลคลองอุดมชลจร
18. タムボン・クローンルワンペン・・・ตำบลคลองหลวงแพ่ง
19. タムボン・バーントゥーイ・・・ตำบลบางเตย